# 數碼寶貝拯救隊
《數碼寶貝拯救隊》，于2006年4月2日-2007年3月25日，正篇48话、总集篇1话，每周日09:00-09:30（UTC+9）在富士电视台系列播映的电视动画，是数码宝贝電視动画系列的第五作，也是东映动画创立50周年纪念作品。
华语地区的版权均由國際影業有限公司代理。中国大陆于2008年7月17日，由广东东和兴影音有限公司（东和兴）代理总经销，辽宁文化艺术音像出版社代理发行VCD，為台湾台视配音版本（国日双语配音）；搜狐视频2015年版权到期后，转由爱奇艺网络播映。香港于2008年8月28日-2009年2月19日，每周四、五17:15-17:45（UTC+8）在TVB翡翠台配音和播映；2008年10月9日，VCD和DVD为鐳射企業有限公司配音和代理发行。台灣于2009年4月5日-2010年3月6日，每周日17:27-17:57（UTC+8）在台視播映；中華電信MOD、中華影視（現Hami Video）網路播映（後因網路播映權到期下架）。新加坡和马来西亚在万代商品方面译名为《Digimon Savers》，在东映动画方面译名为《Digimon Data Squad》。

## 剧情
初中二年级且自称番長的大门大，在与一群不良少年群殴时，意外地遇到了亚古兽，兩者一言不合就大打出手，事後亞古獸稱大门大為「大哥」（兄貴），但數碼特搜部隊（DATS，Digital Accident Tactics Squad）不允许未受其管理的數碼獸留在人类世界，必需送回數碼世界，而後汤岛浩告訴大门大若加入DATS，他就可以跟數碼世界的強敵戰鬥，大门大因此加入DATS，與藤枝淑乃及托玛・Ｈ・诺史丁組成小队，一同解決一系列的數碼獸事件。

## 概要
本作是《数码宝贝无限地带》完结时隔3年再次展开的数码兽动画系列第五作，是平成时代富士电视台的数码兽系列最后一作，是数码兽系列最后一部非高清播映的作品，也是系列首次地面数字信号与模拟信号同时播映的作品。
2005年9月6日「WiZ株式会社平成17年5月期決算説明会」关于「平成18年5月期（第20期）事業方針」提及「数码宝贝产品线强化」（デジタルモンスターのライン強化）和「将动画化纳入长远考虑」（将来的にはアニメ化も視野に入れている）。本作原定是作为《数码宝贝次世代》动画化而开始的，但由于本作企划大幅延迟而改为原创故事。虽然剧情上与《数码宝贝次世代》没有紧密联系，但两者关联诸多，如有相同的主角数码兽、使用数码器iC等相同的道具、进化时同样使用数码之魂等。2005年12月17日-18日举办的「Jump Festa 2006」发表了名为「2006年新数码宝贝计划」（2006年の新たなデジモンプロジェクト，New Digimon Project in 2006）宣传短片，TV动画《數碼寶貝拯救隊》就此展开。
系列时隔数年再次展开，画风焕然一新，角色设计启用了青井小夜，主人公一行的年龄也由小学生提升到了中學生。故事方面采用了以前未有的路线，主人公大门大加入与数码兽对抗的组织，通过交战解决数码兽引起的各类事件和人类利用数码兽的事件。主创人员以及歌手阵容也大换血，与前系列发生了大变样。在数码世界长大的人类儿童、与企图消灭数码兽的人类战斗等，作品风格大幅变化，与以往的系列相比也更重视气势。另一方面，虽然也有主人公的数码兽是亚古兽等明显以过去的作品为意识的设定，但通过整体提高数码兽的设计，演绎出了在现实世界的数码兽的不同特性。这些要素在过去作品中几乎没有，提出新鲜要素同时的另一面，真实感和整合性方面與之前系列中相比，缺乏“怀揣问题的孩子们的成长故事”及“某个真实的舞台设定”等要素。不管对手是不是究极体，主人公大都用拳头与其战斗等注重气势和痛快感的展开是以前没有的，算是针对抱有“战斗只要数码兽就行了孩子们只用在旁边看着”这样立场的疑问做出了解答。原画方面，在动画系列当中属于较高品质的，特别是在最后一话，原画人数采用了就连东映动画作品中也很罕见的16人。另一方面，角色的脸因为作画监督的不同而变化很大。担任系列构成的山口亮太指出，过去数码兽系列中，孩子们的冒险和假象生物的模拟已经有完成感，故以还未采用过的“王道少年漫画”路线为目标。
基本上主要角色大多采用专业声优，但也有演员新垣结衣、滑稽艺人前田健担任主要角色，其他如塙尚輝、（吉留明宏、鈴木智彦、太田涉）、原口晶匡也作为客串出演。另外，也再次起用了菊池正美、高桥直春、永野爱、神谷浩史、野泽雅子、高桥广树等旧作的主演声优。
从2006年11月5日开始，为《数码兽大冒险》-《数码兽最前线》演唱主题歌的和田光司担任了后期OP的演唱。和田光司也在自己的博客上回复了因为粉丝们的热切希望这次可以回归的留言。这还是数码兽动画系列首次中途更换OP，原本也是富士电视台周日9:00-9:30（UTC+9）档期的动画年番作品中途改变OP的一个特例。
系列首次采用「前情回顾-OP-CM-本篇-CM-ED-下集预告」的放映形式。这基本继承了前档期的《魔法少年贾修》中途所采用放映形式。每次随着前情回顾越来越长而导致CM都没时间播出，因而实际上成了A部分。另外，副标题当初是在本篇开始时显示，到了中间阶段显示在了前情回顾开始前。这种形式后来被《数码宝贝合体战争》继承。
作为数码兽系列时隔三年的作品，在商业方面与前四作比较收视率并没有太大延伸，仅作为一部就简单结束而没有成为连续的系列。与旧作相比，在动画杂志上的曝光较少，玩具、CD等周边展开规模也较小。系列构成山口亮太坦言，数码兽拯救者没有经过时间的洗礼，不像超人力霸王系列和超級戰隊系列这样的作品能够让父母子女在一起其乐融融，但作为旧系列的延长中间的空档期太长，在放映时间上选择了错误的时机。
最高收视率：6.7%、最低收视率：3.5%、平均收视率：5.2%。

## 特别用语
- 數碼特搜部隊（DATS，Digital Accident Tactics Squad）：是一個非公開的國家組織（類似《數碼獸馴獸師》山木满雄所在的情报管理局），由國家機密省管理。其前身為數碼世界探险队。最高負責人為湯島浩所長。除日本以外，只能確定有歐盟總部。托瑪返回日本分部時（第3话），就是從歐盟總部回來。[20]
- 暴龍機iC（Digivice iC）：将人类心灵的力量传递给数码兽，并能让他们进化的装置。还可以将数码兽存在里面，根据情况必要的时候让他们从背面的透镜实体化出来。DATS的队员等拥有搭档数码兽的人类携带着[注 16]，其原型是以大的父亲英所开发的装置。在第28话快要打倒生化数码兽的时候，由于承受不住大、托玛及淑乃庞大的数码之魂而破损。随着「数码之魂充值」的口号做出充值动作。[21]当初，大用拳头殴打产生出数码之魂。[22]
- 暴龍機爆裂版（Digivice Burst）：為暴龍機iC的升級版，最初僅有大门大的父亲大门英一人携带着，在第29话中按照番长狮子兽（英的搭档数码兽，英的灵魂亦寄宿其中）的指导，大、托玛及淑乃在数码器道场接受严苛的训练，想要守护在外面与生化数码兽战斗的搭档数码兽的心意，终于让他们成功掌握了究极数码之魂。与此同时他们破损的数码器iC修复变化成了数码器爆裂版。由此搭档数码兽们终于可以进化为究极体了[注 17]。而第43话中郁人为了从高雅騎士獸手中保护知香和比丘兽等人同样也成功掌握了究极数码之魂并令数码器iC变化成了数码器爆裂版，由此让搭档数码兽进化为爆裂形態[注 18]。
- Evolution：使数码兽由成長期進化為成熟期——數碼之魂，充值（Digisoul Charge）
- Perfect Evolution：使数码兽完全進化為完全體——數碼之魂，完全充值（Digisoul Full Charge）
- Ultimate Evolution：使数码兽究極進化為究極體——數碼之魂，充值，究極進化（Digisoul Charge Overdrive）
- Burst Evolution：使数码兽爆裂進化為究極體爆裂形態（Burst Mode）——充值，數碼之魂爆裂（Charge! Digisoul Burst）

## 作品中出现的实物和地名

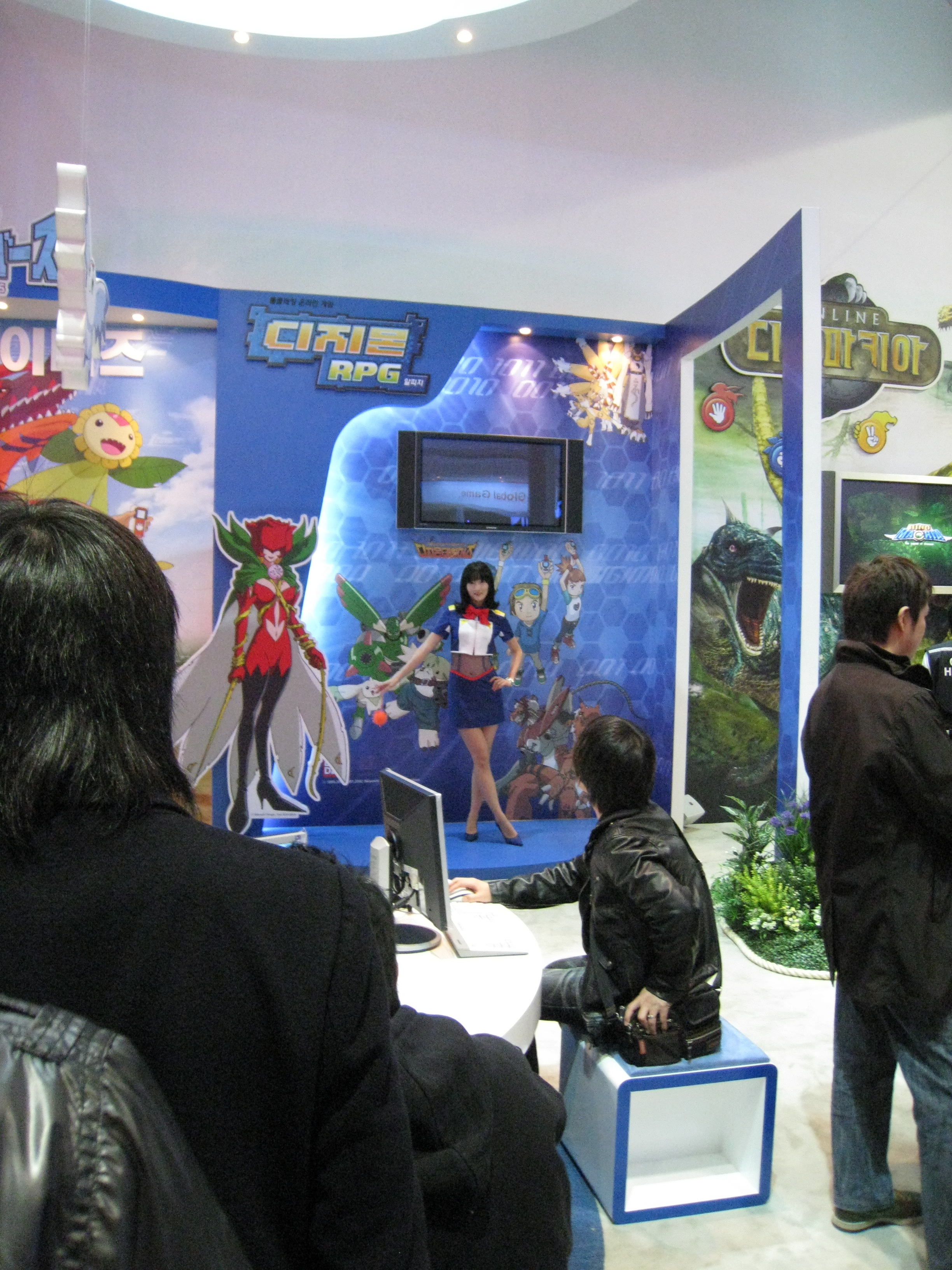
Digimon RPG

- 因为汤岛、萨摩是神奈川县警察出身，所以主要舞台被认为是神奈川县横滨市（主要是港未來地区以及本牧周边）。
- 橫濱港大棧橋國際旅客碼頭（横浜港大さん橋国際旅客ターミナル）：数码兽事件搜查组织DATS的本部（建筑物并不存在）
- 港见丘公园（港の見える丘公園）：第1话中大与亚古兽互相殴打的地方
- 橫濱海洋塔：第1话中大门大藏匿亚古兽的地方
- 橫濱市立大鸟中學：大门大就读的中學（动画中成了“鳳学園”）
- 三麗鷗彩虹樂園：第7话托玛、知香与小百合游玩的游乐园（动画中写作“Senter Puroland”）
- 富士山山顶：番长狮子兽在这里以自己的数码之魂制造柱子，阻止了数码世界与人类世界的撞击（第40话开头有说明），之后成了与世界树最终决战的地点

## 制作人员
- 原案：本乡昭由
- 連載：「V Jump」（集英社）
- 製作人：金田耕司（富士電視台）、高瀨敦也（富士電視台）、池田慎一（東映動畫）、梅澤淳稔（東映動畫）、柴田宏明（東映動畫）
- 系列监督：伊藤尚往
- 系列構成：山口亮太
- 脚本：山口亮太、稻荷明比古、大和屋曉、橫手美智子、山田健一
- 音樂：奧慶一
- 美術設計：渡边佳人
- 角色設計：青井小夜
- 總作畫監督：淺沼昭弘
- 作畫監督：青井小夜、淺沼昭弘、八島善孝、出口敏雄、伊藤智子、信实節子、清山滋崇、竹田欣弘、仲條久美、上野賢
- 动画制作：東映動畫
- 制作協力：東映
- 制作：富士電視台、讀賣廣告社、東映動畫

## 主题曲
本作首次製作了兩首片头曲，在歌手方面亦打破以往由和田光司和AiM演唱片头曲和片尾曲的慣例。

### 片头曲
（第1-29話）
作詞：比留間徹、作曲：POM、編曲：渡部達也、主唱：真崎修
（第30-48話）
作詞：和田光司、作曲：涩谷郁央、編曲：SPM@、主唱：和田光司
香港TVB粤语版
「數碼超能量」（第1-48話）
填詞：鄭櫻綸、作曲：POM、編曲：周永恆、主唱：周柏豪
（原曲）

### 片尾曲
「One Star」（第1-24話）
作詞：榊原智子、作曲：POM、編曲：大野宏明、主唱：伊藤陽佑
（第25-47話）
作詞・作曲：yukiko、編曲：三宅一德、主唱：MiyuMiyu
（第48話）
作詞：比留間徹、作曲：POM、編曲：渡部達也、主唱：真崎修

### 插曲
「Believer」
作詞：、作曲・編曲：太田美知彦、主唱：涩谷郁央

## 各话列表
| 話數   | 日文標題 | 中文標題                                        | 脚本       | 演出            | 作畫監督          | 美術     | 电视首播时间  | 电视首播时间   | 电视首播时间  | 日本 收視率 |
| 話數   | 日文標題 | 中文標題                                        | 脚本       | 演出            | 作畫監督          | 美術     | 富士台        | TVB            | 台視          | 日本 收視率 |
| ------ | -------- | ----------------------------------------------- | ---------- | --------------- | ----------------- | -------- | ------------- | -------------- | ------------- | ----------- |
| 1      |          | 我叫大門大！巨雞獸來襲                          | 山口亮太   | 伊藤尚往        | 浅沼昭弘          | 渡边佳人 | 2006年 4月2日 | 2008年 8月28日 | 2009年 4月5日 | 5.6%        |
| 2      |          | 燃燒吧！憤怒的數碼之魂！ 棲息於黑暗中的皇蜂獸！ | 山口亮太   | 深澤敏則        | 八島善孝          | 清水哲弘 | 4月9日        | 8月29日        | 4月12日       | 6.3%        |
| 3      |          | 天才托瑪回來了！ 打倒火焰獸！                   | 横手美智子 | 佐佐木憲世      | 出口敏雄          | 渡边佳人 | 4月16日       | 9月4日         | 4月19日       | 5.9%        |
| 4      |          | 新隊伍首次出擊！ 追捕鑽地獸！                   | 稻荷明比古 | 山田徹          | 伊藤智子          | 德重賢   | 4月23日       | 9月5日         | 4月26日       | 5.8%        |
| 5      |          | 闖入數碼世界！ 鑽地獸的陷阱！                   | 大和屋曉   | 土田豊          | 上野贤            | 清水哲弘 | 4月30日       | 9月11日        | 5月3日        | 6.7%        |
| 6      |          | 大和亞古獸拆夥了！ 加魯魯獸炫風來襲！           | 稻荷明比古 | 畑野森生        | 清山滋崇          | 渡边佳人 | 5月7日        | 9月12日        | 5月10日       | 5.2%        |
| 7      |          | 托瑪的假日！ 炸彈亞伯獸發威！                   | 大和屋曉   | 中尾幸彦        | 信实節子          | 清水哲弘 | 5月14日       | 9月18日        | 5月17日       | 5.6%        |
| 8      |          | 淑乃釣到了金龜婿？ 都是蟲蛹獸搞的鬼！           | 山口亮太   | 今泽哲男        | 八島善孝          | 渡边佳人 | 5月21日       | 9月19日        | 5月24日       | 5.8%        |
| 9      |          | 托瑪不光采的戰鬥！ 暗中搞鬼的仙人掌獸！         | 大和屋曉   | 深澤敏則        | 出口敏雄          | 德重賢   | 5月28日       | 9月25日        | 5月31日       | 4.7%        |
| 10     |          | 有史以來最悲慘的一天！ 惡作劇的帽子猛鬼獸！     | 横手美智子 | 門田英彦        | 伊藤智子          | 清水哲弘 | 6月4日        | 9月26日        | 6月7日        | 4.4%        |
| 11     |          | 找回親子間的羈絆！ 邪魔獸的誘惑！               | 稻荷明比古 | 山田徹          | 竹田欣弘          | 渡边佳人 | 6月18日       | 10月2日        | 6月14日       | 4.0%        |
| 12     |          | 知香由我來守護！ 比丘獸的決心！                 | 山口亮太   | 土田豊          | 清山滋崇          | 清水哲弘 | 6月25日       | 10月3日        | 6月21日       | 4.3%        |
| 13     |          | 大的新力量！ 進昇暴龍獸！                       | 山口亮太   | 佐佐木憲世      | 浅沼昭弘          | 德重賢   | 7月2日        | 10月9日        | 6月25日       | 6.1%        |
| 14     |          | 數碼獸少年郁人 與森林的守衛祖利獸！             | 稻荷明比古 | 伊藤尚往        | 青井小夜          | 渡边佳人 | 7月9日        | 10月10日       | 7月5日        | 5.0%        |
| 15     |          | 母子之間的回憶！ 音速迦奧迦獸發威！             | 大和屋曉   | 畑野森生        | 八島善孝          | 清水哲弘 | 7月23日       | 10月17日       | 7月12日       | 4.2%        |
| 16     |          | 夜鷹獸成為我方同伴？ 恐怖的暴羅剎獸！           | 横手美智子 | 中尾幸彦        | 信实節子          | 渡边佳人 | 7月30日       | 10月23日       | 7月19日       | 4.3%        |
| 17     |          | 呼喚奇蹟的歌聲！ 拉拉獸進化為丁香獸             | 山口亮太   | 今泽哲男        | 伊藤智子          | 清水哲弘 | 8月6日        | 10月24日       | 7月26日       | 3.8%        |
| 18     |          | DATS隊員全軍覆沒！？ 與水銀獸的激戰！           | 稻荷明比古 | 深澤敏則        | 出口敏雄          | 渡边佳人 | 8月13日       | 10月30日       | 8月2日        | 4.3%        |
| 19     |          | 礦石獸的陰謀！ 郁人才是目標！？                 | 大和屋曉   | 門田英彦        | 清山滋崇          | 德重賢   | 8月20日       | 10月31日       | 8月9日        | 3.7%        |
| 20     |          | 郁人拯救媽媽！ 齒輪獸的牢籠！                   | 山口亮太   | 佐佐木憲世      | 竹田欣弘          | 清水哲弘 | 8月27日       | 11月6日        | 8月15日       | 3.5%        |
| 21     |          | 人類世界的大危機！ 數碼獸大舉來襲！             | 大和屋曉   | 中尾幸彦        | 八島善孝          | 渡边佳人 | 9月3日        | 11月7日        | 8月22日       | 4.5%        |
| 22     |          | 打倒究極體！ 威風凜凜的黃金箭獅獸               | 横手美智子 | 土田豊          | 伊藤智子          | 清水哲弘 | 9月10日       | 11月13日       | 8月29日       | 5.3%        |
| 23     |          | 再次前往數碼世界， 隕石獸的攻擊！               | 稻荷明比古 | 中尾幸彦        | 青井小夜          | 渡边佳人 | 9月17日       | 11月14日       | 9月5日        | 4.8%        |
| 24     |          | 過往的真相 無情的基茲獸AT！                     | 山口亮太   | 今泽哲男        | 浅沼昭弘 竹田欣弘 | 德重賢   | 9月24日       | 11月20日       | 9月12日       | 5.0%        |
| 25     |          | 粉碎倉田的野心！ 翱翔的八咫鴉獸！               | 山田健一   | 畑野森生        | 出口敏雄          | 清水哲弘 | 10月1日       | 11月21日       | 9月19日       | 5.2%        |
| 26     |          | 大失去記憶了！ 被抹殺的羈絆！                   | 山口亮太   | 深澤敏則        | 清山滋崇          | 渡边佳人 | 10月8日       | 11月27日       | 9月26日       | 5.5%        |
| 27     |          | 追捕倉田！ 數碼獸殲滅計畫開始了！               | 稻荷明比古 | 伊藤尚往 園田誠 | 仲條久美          | 清水哲弘 | 10月15日      | 11月28日       | 10月3日       | 5.7%        |
| 28     |          | 不能進化？ 暴龍機無法使用！                     | 山田健一   | 門田英彦        | 伊藤智子          | 渡边佳人 | 10月22日      | 12月4日        | 10月10日      | 4.7%        |
| 29     |          | 暴龍機復活！ 嶄新的力量！                       | 大和屋曉   | 佐佐木憲世      | 八島善孝          | 德重賢   | 10月29日      | 12月5日        | 10月24日      | 4.9%        |
| 30     |          | 大中計了！ 聖都的陷阱！                         | 山口亮太   | 中尾幸彦        | 信实節子          | 清水哲弘 | 11月5日       | 12月11日       | 10月31日      | 4.4%        |
| 31     |          | 天才的對決！ 托瑪VS奈奈美                       | 稻荷明比古 | 土田豊          | 竹田欣弘          | 渡边佳人 | 11月12日      | 12月12日       | 11月7日       | 4.4%        |
| 32     |          | 倉田軍團的猛攻！ 守護聖都！                     | 山田健一   | 畑野森生        | 上野贤            | 清水哲弘 | 11月19日      | 12月18日       | 11月14日      | 4.9%        |
| 33     |          | 最後的決戰！ 聖的究極進化！                     | 大和屋曉   | 園田誠          | 清山滋崇          | 渡边佳人 | 11月26日      | 12月19日       | 11月21日      | 5.5%        |
| 34     |          | 訣別之日！ 最強的敵人——托瑪！                   | 横手美智子 | 深澤敏則        | 出口敏雄          | 德重賢   | 12月3日       | 12月25日       | 11月28日      | 5.5%        |
| 35     |          | 毀壞的力量！ 閃光暴龍獸失控了！                 | 山口亮太   | 伊藤尚往        | 浅沼昭弘 信实節子 | 清水哲弘 | 12月10日      | 12月26日       | 12月6日       | 5.9%        |
| 36     |          | 魔王貝爾菲獸的復活！                            | 稻荷明比古 | 門田英彦        | 八島善孝          | 渡边佳人 | 12月27日      | 2009年 1月2日  | 12月12日      | 5.4%        |
| 37     |          | 甦醒吧！亞古獸！ 打倒貝爾菲獸！                 | 山田健一   | 佐佐木憲世      | 竹田欣弘          | 清水哲弘 | 12月24日      | 1月8日         | 12月19日      | 5.1%        |
| 38     |          | 爆裂型態！ 超越極限的力量！                     | 大和屋曉   | 地岡公俊        | 青井小夜          | 德重賢   | 2007年 1月7日 | 1月9日         | 12月26日      | 6.2%        |
| 39     |          | 人類世界毀滅！ 世界樹的決斷！                   | 稻荷明比古 | 中尾幸彦        | 上野贤            | 渡边佳人 | 1月14日       | 1月16日        | 2010年 1月2日 | 6.6%        |
| 40     |          | 最強的騎士團！ 皇家騎士到齊！                   | 山口亮太   | 土田豊          | 清山滋崇          | 清水哲弘 | 1月21日       | 1月22日        | 1月9日        | 5.9%        |
| 41     |          | 訴諸武力！ 爸爸的真意！                         | 山田健一   | 畑野森生        | 八島善孝          | 渡边佳人 | 1月28日       | 1月23日        | 1月16日       | 6.5%        |
| 42     |          | 托瑪的爆裂型態！                                | 横手美智子 | 深澤敏則        | 伊藤智子          | 清水哲弘 | 2月4日        | 1月29日        | 1月23日       | 5.5%        |
| 43     |          | 力量才是正義！？ 高雅騎士獸！                   | 稻荷明比古 | 園田誠          | 出口敏雄          | 德重賢   | 2月11日       | 1月30日        | 1月30日       | 5.9%        |
| 44     |          | 粉碎！顱骨獸的最強盾牌！                        | 大和屋曉   | 門田英彦        | 仲條久美          | 渡边佳人 | 2月25日       | 2月5日         | 2月6日        | 5.7%        |
| 45     |          | 男人和男人的對決！ 大VS英                       | 山口亮太   | 中尾幸彦        | 竹田欣弘          | 清水哲弘 | 3月4日        | 2月6日         | 2月13日       | 5.3%        |
| 46     |          | 番長獅子獸！ 衝擊性的真相！                     | 山口亮太   | 佐佐木憲世      | 清山滋崇          | 渡边佳人 | 3月11日       | 2月12日        | 2月20日       | 6.4%        |
| 47     |          | 守護大家的未來！ DATS最後的戰役！               | 山口亮太   | 深澤敏則        | 八島善孝          | 清水哲弘 | 3月18日       | 2月13日        | 2月27日       | 5.8%        |
| 48     |          | 一切的終結！ 打架高手！再會吧！                 | 山口亮太   | 伊藤尚往        | 青井小夜          | 渡边佳人 | 3月25日       | 2月19日        | 3月6日        | 5.9%        |
| 总集篇 |          | 亞古獸！迦奧獸！拉拉獸！ 爆裂！場外的最後一戰！ | 不適用     | 伊藤尚往        | 青井小夜          | 渡边佳人 | 8月24日       | 不適用         | 不適用        | 不適用      |

## DVD
| 卷數   | 发售时间       | 收錄話        |
| ------ | -------------- | ------------- |
| Vol.01 | 2006年9月29日  | 第1-2話       |
| Vol.02 | 2006年10月27日 | 第3-5話       |
| Vol.03 | 2006年11月24日 | 第6-8話       |
| Vol.04 | 2006年12月22日 | 第9-11話      |
| Vol.05 | 2007年1月26日  | 第12-14話     |
| Vol.06 | 2007年2月23日  | 第15-17話     |
| Vol.07 | 2007年3月23日  | 第18-20話     |
| Vol.08 | 2007年4月25日  | 第21-23話     |
| Vol.09 | 2007年4月25日  | 第24-26話     |
| Vol.10 | 2007年5月25日  | 第27-29話     |
| Vol.11 | 2007年5月25日  | 第30-32話     |
| Vol.12 | 2007年6月22日  | 第33-35話     |
| Vol.13 | 2007年6月22日  | 第36-38話     |
| Vol.14 | 2007年7月27日  | 第39-41話     |
| Vol.15 | 2007年7月27日  | 第42-44話     |
| Vol.16 | 2007年8月24日  | 第45-47話     |
| Vol.17 | 2007年8月24日  | 第48話 总集篇 |

## 播放電視台
| 富士電視台 星期日 09:00-09:30（UTC+9）節目 2006年6月11日、7月16日、12月31日 臨時節目調動停播 2007年2月18日 臨時節目調動停播 | 富士電視台 星期日 09:00-09:30（UTC+9）節目 2006年6月11日、7月16日、12月31日 臨時節目調動停播 2007年2月18日 臨時節目調動停播 | 富士電視台 星期日 09:00-09:30（UTC+9）節目 2006年6月11日、7月16日、12月31日 臨時節目調動停播 2007年2月18日 臨時節目調動停播 |
| --- | --- | --- |
| | 数码宝贝拯救者 （2006年4月2日-2007年3月25日）                                                                               | |
| 魔法少年賈修 | 鬼太郎 第5作 | |

| TVB翡翠台 星期四、五 17:15-17:45（UTC+8）節目 2008年10月16日 臨時節目調動停播 2009年1月1日、1月15日 臨時節目調動停播 | TVB翡翠台 星期四、五 17:15-17:45（UTC+8）節目 2008年10月16日 臨時節目調動停播 2009年1月1日、1月15日 臨時節目調動停播 | TVB翡翠台 星期四、五 17:15-17:45（UTC+8）節目 2008年10月16日 臨時節目調動停播 2009年1月1日、1月15日 臨時節目調動停播 |
| --- | --- | --- |
| | 數碼暴龍DS （2008年8月28日-2009年2月19日）                                                                           | |
| 北京奧運 | 衝鋒21 第2輯 | |
| TVB兒童台 星期一至五 07:30-08:00（UTC+8）節目                                                                        | | |
| Battle Spirits 少年激霸                                                                                              | 數碼暴龍DS （2012年6月26日-8月30日）                                                                                 | SD高達三國傳電影 三英崛起 8月31日07:30-07:45（UTC+8）SD高達三國傳 8月31日07:45-08:00（UTC+8）                        |

| 台視 星期日 17:27-17:57（UTC+8）節目 2009年10月18日 臨時節目調動停播 2009年8月15日-10月10日、10月24日-11月28日、12月12日-12月26日 星期六 17:27-17:57（UTC+8） 2010年1月2日-2月6日、2月20日-3月6日 星期六 17:27-17:57（UTC+8） 2010年2月13日 星期六 16:58-17:28（UTC+8） | 台視 星期日 17:27-17:57（UTC+8）節目 2009年10月18日 臨時節目調動停播 2009年8月15日-10月10日、10月24日-11月28日、12月12日-12月26日 星期六 17:27-17:57（UTC+8） 2010年1月2日-2月6日、2月20日-3月6日 星期六 17:27-17:57（UTC+8） 2010年2月13日 星期六 16:58-17:28（UTC+8） | 台視 星期日 17:27-17:57（UTC+8）節目 2009年10月18日 臨時節目調動停播 2009年8月15日-10月10日、10月24日-11月28日、12月12日-12月26日 星期六 17:27-17:57（UTC+8） 2010年1月2日-2月6日、2月20日-3月6日 星期六 17:27-17:57（UTC+8） 2010年2月13日 星期六 16:58-17:28（UTC+8） |
| --- | --- | --- |
| | 數碼寶貝拯救隊 （2009年4月5日-2010年3月6日） | |
| 怪醫黑傑克21 | 鬼太郎 第5作 | |
| 東森幼幼台 星期五 20:00-20:30（UTC+8）節目 | | |
| Diego | 數碼寶貝拯救隊 （2009年8月7日-2010年7月2日） | — |
| 東森幼幼台 星期五 16:30-17:00（UTC+8）節目 | | |
| 櫻桃小丸子 歡樂音樂會 | 數碼寶貝拯救隊 劇場版 （2010年2月12日） | 芭比公主三劍客 16:00-17:30（UTC+8） |

## 剧场版
| 作品名                                 | 剧场首映时间  | DVD发售时间   | BD发售时间   | 監督     | 脚本     | 作画監督 | 音樂   | 时长   | 票房    |
| -------------------------------------- | ------------- | ------------- | ------------ | -------- | -------- | -------- | ------ | ------ | ------- |
| 數碼寶貝拯救隊 究极力量!爆裂形态发动!! | 2006年12月9日 | 2007年4月25日 | 2015年1月9日 | 長峯達也 | 山口亮太 | 山室直儀 | 奥慶一 | 21分钟 | 3億日圓 |

### 剧情
《數碼寶貝拯救隊 究極力量！爆裂形態發動！！》
人类因为诅咒的荆棘而沉睡不醒，亚古兽因为大门大的沉睡伤心不已，有一天他们遇见了一个叫做莉兹姆的女孩，正在被一群野人兽追杀，莉兹姆告诉亚古兽们，自己也是数码兽，荆棘是阿鲁戈兽造成的，这个邪恶的数码兽正企图要毁灭人类，于是亚古兽决定去打倒阿鲁戈兽。可是实力悬殊，在千钧一发之际，亚古兽的决心唤醒了大门大。亚古兽进化，闪光暴龙兽爆裂形态发动，消灭了阿鲁戈兽。拯救人类后，莉兹姆与亚古兽依依不舍的吻别。
在電影片尾還模仿了成龍香港電影經常會使用的NG鏡頭集錦效果。

### 登场角色
莉兹姆（Rhythm）
配音：矢島晶子（日本）
剧场版中出现的数码兽，不过以人类形态出现，刚开始的时候被一群野人兽追赶，被亚古兽、迦奥兽和拉拉兽所救。似乎是能变成人类形态的数码兽，除了名字其他信息不详。
阿耳戈兽（阿尔戈兽/阿鲁戈兽/亚尔哥兽）（Algomon）
配音：塙尚輝（日本）
运算程序・算法的错误（BUG）中产生的数码兽。由于其高速处理能力，使用无数如触手一般的藤蔓，压制广大区域。必杀技是使用触手压缩敌人的力量，封住其动作的「投狱」，以及肢体眼部放出的「消去光线」。另外，在压制广大区域时会变化成名为「蠕虫态」的寄生体。

### 制作人员
- 原案：本乡昭由
- 監督：長峯達也
- 助監督：暮田公平
- 脚本：山口亮太
- 音樂：奥慶一
- 原创角色設計：青井小夜
- 角色设计・作画監督：山室直儀
- 美術監督：渡边佳人
- 製作：2006 DSTM製作委員会（東映動畫、萬代）

## 3D劇場版
| 作品名                             | 劇場首映时间               | 劇場重映时间  | DVD发售时间   | BD发售时间   | 演出     | CG監督   | 时长  |
| ---------------------------------- | -------------------------- | ------------- | ------------- | ------------ | -------- | -------- | ----- |
| 數碼寶貝拯救隊3D 数码世界危机一發! | 2006年7月8日-2008年6月29日 | 2009年10月3日 | 2010年2月21日 | 2015年1月9日 | 中村哲治 | 西川和宏 | 7分钟 |

## 注解
1. 爱奇艺
2. 东和兴
3. 下集预告的國語配音和中文字幕为「數碼寶貝拯救者」。
4. TVB
5. 鐳射發行版片头曲LOGO的中文字幕存在「拯救队」和「拯救者」混用的情况。
6. 东映动画和万代
7. 1 2  本作在台灣放映時，標題雖仍譯為「数码宝贝」，但劇中提到的「Digimon」已全數改譯為「數碼獸」。
8. 1 2 3 4  总集篇仅收录于2007年8月24日发售的DVD第17卷映像特典，TV未播映。
9. 1 2 3  同時上映《光之美少女Splash Star 滴嗒危机一髮！》，合计票房数据。
10. ↑  同時上映《鬼太郎 日本爆裂！！》，但分开统计票房数据。
11. 1 2  「立体!3D東映動畫節」公開，同時上映《数码宝贝大冒险3D 数码宝贝大奖赛!》、《蒸汽机车也卫门》、《鬼太郎：鬼太郎的幽灵电车3D》。
12. 1 2  当初《数码宝贝X进化》也被民间视为数码宝贝动画系列的第五作，但后来因为本作的展开，现在《数码宝贝X进化》被视为TV特别篇。
13. ↑  1997年东映动画株式会社和國際影業有限公司在香港成立合资公司东映动画企业有限公司，其中东映动画株式会社持股60%、国际影业有限公司持股40%，2009年东映动画株式会社购买国际影业有限公司所持40%股份，使东映动画企业有限公司成为东映动画株式会社全资子公司。至此东映动画株式会社的动画作品在亚洲部分地区版权从国际影业有限公司代理提供转为东映动画企业有限公司直接提供。
14. ↑  2009年8月15日-10月10日调整为星期六播映，2009年10月18日临时节目调动停播，2009年10月24日-11月28日调整为星期六播映，2009年12月12日-2010年2月6日调整为星期六播映，2010年2月13日调整为16:58-17:28（UTC+8）播映，2010年2月20日-3月6日调整为星期六播映。
15. ↑  因从2002年开始电视调查收视率计算方法有所改变，所以不能单纯地与2002年以前的作品收视率做比较。
16. ↑  包括郁人，但其獲得暴龍機iC時並非DATS的队员。
17. ↑  其後更進一步可以进化为爆裂形態。
18. ↑  郁人令其搭档数码兽首次進化為究極體時用的是暴龍機iC且並未遇到大、托玛及淑乃試圖使用暴龍機iC令其搭档数码兽進化為究極體但失敗導致其破损的情況。
19. ↑  日本国内票房
20. ↑  与《数码宝贝大冒险3D 数码宝贝大奖赛!》《蒸汽机车也卫门》、《鬼太郎：鬼太郎的幽灵电车3D》一同收录于3DCG短篇集《CG东映动画节》（CG東映アニメまつり）发售。
21. ↑  收录于《数码宝贝剧场版 Blu-ray 1999-2006》特典盘。

### 日本官方网站
- 东映动画 Digimon Anime Portal 官网（页面存档备份，存于）（日語）（英文）
- 东映动画 Digimon Savers 官网（页面存档备份，存于）（日語）（英文）
- 东映动画 Digimon Savers The Movie: Ultimate Power! The Burst Mode in Motion!! 官网（页面存档备份，存于）（日語）
- 东映动画 Pretty Cure Splash Star Tic-Tock Critical Moment!／Digimon Savers The Movie: Ultimate Power! The Burst Mode in Motion!! 官网（页面存档备份，存于）（日語）（英文）
- 东映动画 Burst Out! 3D Toei Anime Festival 官网（页面存档备份，存于）（日語）（英文）
- 富士電视台 Digimon Savers 官网（页面存档备份，存于）（日語）
- 万代南梦宫 Digimon Savers: Another Mission 官网（页面存档备份，存于）（日語）
- Digimon Anime的TikTok（日語）
- Digimon Anime Series【官方】的X（前Twitter）（日語）

### 其他相关网站
- 台視 數碼寶貝拯救隊 官網（页面存档备份，存于）（繁體中文）
- 麗嬰國際 Digimon數碼寶貝 官網（页面存档备份，存于）（繁體中文）
- Move Interactive 數碼寶貝Online 官網（页面存档备份，存于）（繁體中文）
- Move Interactive 數碼暴龍Online 官網（页面存档备份，存于）（繁體中文）
- 數碼寶貝Online的Facebook專頁（繁體中文）
- 數碼暴龍Online的Facebook專頁（繁體中文）